# Emmaste (gemeente)
Emmaste (Estisch: Emmaste vald) is een voormalige gemeente in de Estlandse provincie Hiiumaa. De gemeente telde 1210 inwoners (1 januari 2017) en had een oppervlakte van 199 km². In oktober 2017 ging de gemeente op in de nieuwgevormde gemeente Hiiumaa. De hoofdplaats was de gelijknamige plaats.

## Plaatsen
De gemeente telde 43 dorpen: Emmaste, Haldi, Haldreka, Harju, Härma, Hindu, Jausa, Kabuna, Kaderna, Kitsa, Kõmmusselja, Külaküla, Külama, Kurisu, Kuusiku, Laartsa, Lassi, Leisu, Lepiku, Mänspe, Metsalauka, Metsapere, Muda, Nurste, Ole, Õngu, Prähnu, Prassi, Pärna, Rannaküla, Reheselja, Riidaküla, Selja, Sepaste, Sinima, Sõru, Tärkma, Tilga, Tohvri, Ulja, Valgu, Vanamõisa en Viiri.
Landgemeente: Hiiumaa
Voormalige gemeenten: Emmaste · Hiiu · Käina · Kärdla · Kõrgessaare · Pühalepa